# Manam-Kloster
| Tibetische Bezeichnung                                 |
| ------------------------------------------------------ |
| Tibetische Schrift: མ་ནམ་དགོན་                          |
| Wylie-Transliteration: ma nam dgon                     |
| Offizielle Transkription der VRCh: Manam Goin          |
| THDL-Transkription: Manam                              |
| Andere Schreibweisen: Manam Gonpa, Manam jangchub ling |
| Chinesische Bezeichnung                                |
| Vereinfacht: 玛那寺(曼南寺)                            |
| Pinyin:Mǎnà Sì (Mànnán Sì)                             |

Das Manam-Kloster ist ein buddhistisches Kloster im ehemaligen Königreich Guge und liegt heute im Dorf Manam der Gemeinde Dawa des Kreises Zanda (Tsada) im äußersten Westen Tibets (in Ngari). Die Klostergründung soll im 11. Jahrhundert in der Zeit des Guge-Königs Lha Lama Changchub Öd (lha bla ma byang chub 'od; 984–1078) durch Rinchen Sangpo (958–1055) erfolgt sein.
Hier entstand Atishas (980–1054) Lamrim „Lampe des Erleuchtungswegs“ (Sanskrit: Bodhipathapradipam, tibetisch: byang chub lam gyi sgron ma, chinesisch: Putidaodenglun), der grundlegende Text der Lamrim-Lehre.